# Priječani
Priječani su naseljeno mjesto u sastavu Grada Banje Luke, Republika Srpska, BiH.

## Stanovništvo
| Priječani          |               |               |               |
| godina popisa      | 1991.         | 1981.         | 1971.         |
| Hrvati             | 583 (69,40 %) | 694 (79,13 %) | 727 (88,12 %) |
| Srbi               | 151 (17,97 %) | 126 (14,36 %) | 85 (10,30 %)  |
| Muslimani          | 4 (0,47 %)    | 4 (0,45 %)    | 3 (0,36 %)    |
| Jugoslaveni        | 77 (9,16 %)   | 44 (5,01 %)   | 0             |
| ostali i nepoznato | 25 (2,97 %)   | 9 (1,02 %)    | 10 (1,21 %)   |
| ukupno             | 840           | 877           | 825           |

## Poznate osobe
- Vinko Puljić, nadbiskup vrhbosanski i kardinal

## Vanjske poveznice
- Satelitska snimka[neaktivna poveznica]